# Ferrovia della Manciuria meridionale

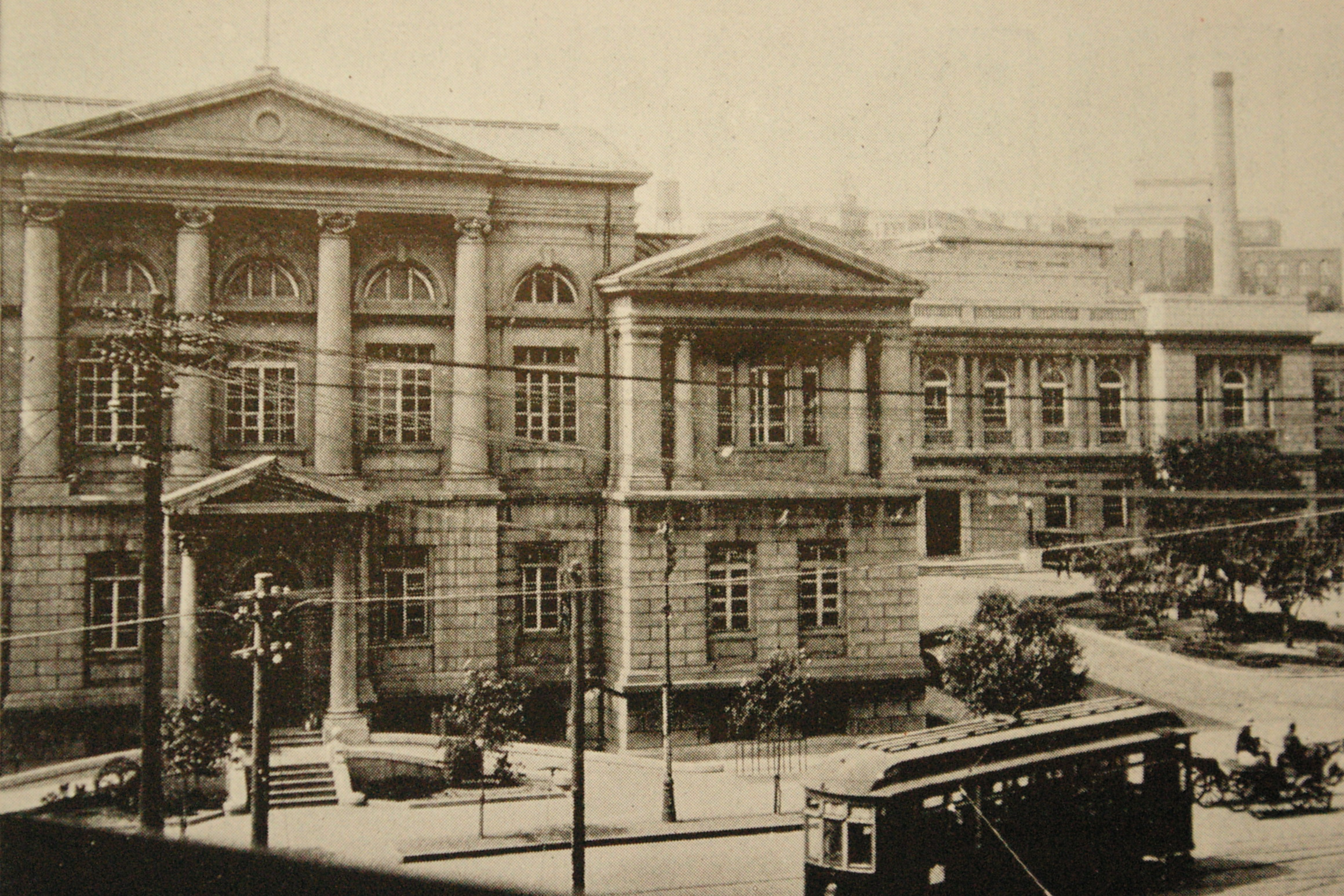
La sede della compagnia a Dalian.

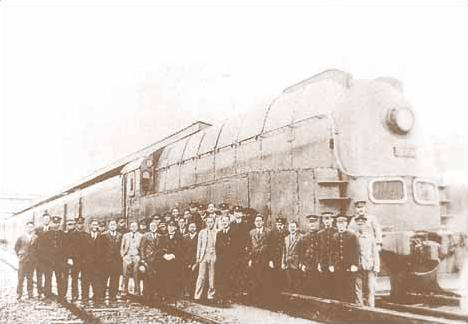
Locomotore per l'Espresso Asia.

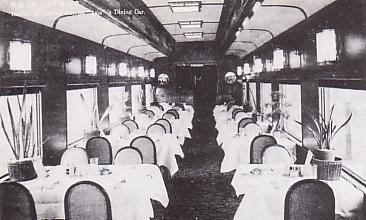
Carrozza ristorante nella Ferrovia della Manciuria del Sud.

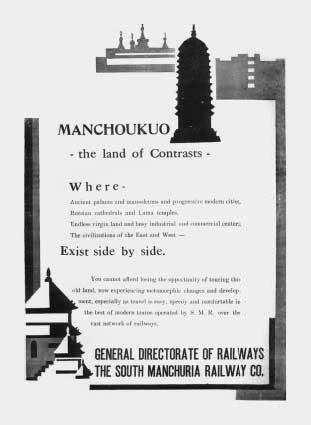
Pubblicità del 1937.

La Compagnia Ferroviaria della Manciuria Meridionale (南満州鉄道株式会社/南満洲鉄道株式会社, Minami Manshū Tetsudō Kabushiki-gaisha o 満鉄, Mantetsu) fu una compagnia fondata dall'Impero del Giappone nel 1906 dopo la Guerra russo-giapponese (1904-1905) che operò all'interno della Cina, nella zona del Sud della Manciuria controllata dal Giappone. La ferrovia si estendeva dal Porto di Lüshun all'estremo sud della Penisola di Liaodong fino ad Harbin, dove era collegata con la Ferrovia Orientale Cinese. Il compito principale di questo ramo ferroviario era quello di trasportare le materie prime, di cui il Giappone scarseggiava, in Corea, da dove erano poi trasferite via mare in Giappone.

## Storia
Dopo la vittoria giapponese sull'Impero russo e la firma del Trattato di Portsmouth (1905), il ramo della Manciuria del Sud (da Changchun fino a Lüshun) della Ferrovia Orientale Cinese fu trasferito in mani giapponesi. Fu fondata una nuova compagnia di carattere semiprivato con una capitalizzazione di 200 milioni di yen perché gestisse la ferrovia e sviluppasse insediamenti e industrie lungo il suo percorso. Il comitato organizzatore era guidato dal generale Kodama Gentarō e, dopo la sua morte, dal generale Terauchi Masatake. Il conte Gotō Shinpei, ex governatore giapponese di Taiwan, fu nominato primo presidente e la sede della compagnia si stabilì a Dalian. Verso la fine del 1907, la compagnia occupava 9.000 giapponesi e 4.000 cinesi. Verso il 1910, queste cifre si erano incrementate a 35.000 e 25.000 rispettivamente. Fino al 1925, la compagnia gestì anche il sistema delle ferrovie coreano.
La Mantetsu espanse rapidamente il sistema ereditato dalla Russia in proporzioni sorprendenti, costruendo miniere di carbone a Fushun e Yantai e porti ad Andong, Yingkou e Dalian. In ogni stazione, la Mantetsu costruì alberghi per i viaggiatori e magazzini per le merci. Il Giappone incoraggiò i coloni mediante la costruzione di scuole, biblioteche, ospedali e servizi pubblici. Il Settore di Ricerche della Mantetsu fu il centro del programma coloniale del Giappone e indirizzò l'agronomia verso lo sviluppo dell'agricoltura di soia. La terra coltivata si ampliò del 70% in 20 anni.
Dal 1916, la Mantestu cominciò ad avere varie compagnie sussidiarie, comprese Acciaierie Showa, Ceramica Dalian, Petrolio e Grasso Dalian, Vetro della Manciuria del Sud, come pure molifici, zuccherifici, centrali elettriche, stabilimenti petroliferi e stabilimenti chimici.
Gli attivi della compagnia aumentarono da 163 milioni di yen nel 1908 fino a più di un miliardo di yen nel 1930. La Mantetsu era di gran lunga la società più grande del Giappone e anche la più profittevole, con una media di tassi di rendimento dal 25 al 45% all'anno. Durante il decennio del 1920, la Mantetsu generò più della quarta parte degli introiti fiscali del governo giapponese.
Oltre il 75% degli introiti della Mantetsu era stato prodotto dalla sua attività mercantile, con la redditività principale proveniente dalle esportazioni di soia, tanto quelle dirette in Giappone come in Europa. La produzione di soia aumentò con la crescita della domanda di olio di soia e di farina di soia per il suo uso come fertilizzante e foraggio. Verso il 1927, la metà dell'offerta mondiale di soia proveniva dalla Manciuria e gli sforzi della Mantetsu per aumentare la produzione ed esportarla verso i porti furono un classico esempio di un'economia coloniale estrattiva dipendente da un unico prodotto.
Nel 1936, la Mantetsu possedeva 466 locomotive, 554 carrozze e 8134 carri.